# Мин-Булак (Нарынская область)
Мин-Булак (кирг. Миң-Булак) — село в Нарынском районе Нарынской области Кыргызстана. Административный центр Мин-Булакского аильного округа.
Население в 2009 году составляло 1130 человек.
Рядом с селом протекает река Он-Арча (длина 75 км), которая впадает в реку Нарын. 
Находится на высоте 1993 м над уровнем моря. 
Ранее носило название имени Куйбышева и было центром колхоза им. В. Куйбышева Тянь-Шаньского района.
Местное население, в основном, занимается сельским хозяйством и животноводством.
Село состоит из трёх поселений: Мин-булак, Куйбышева и Орнок

## Известные уроженцы
- Думанаев, Чоробек Осмонович  (род. 1952) — Народный артист Кыргызстана.
- Кулмамбетов, Жаныш Осмонович (род. 1955) – народный писатель Кыргызстана.
- Осмонов, Асанкул (1935–2023) – народный артист Киргизской ССР.